# Jardin d'essai

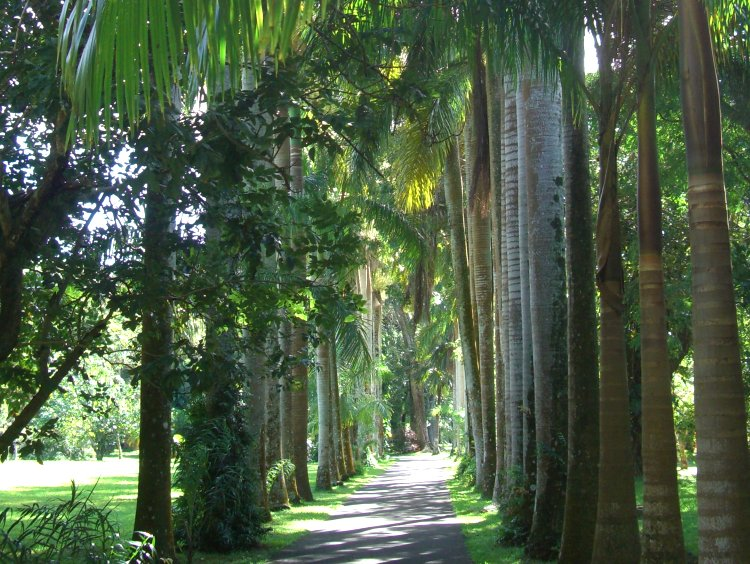
Roystonea regia (tronc bombé) et Roystonea oleracea (tronc en forme de colonne), originaires de Cuba, au jardin de Pamplemousses.

Un jardin d'essai (ou d'essais) est, à l'origine, un jardin botanique établi dans les colonies pour servir de source d'approvisionnement de graines et plants et fournir des renseignements culturaux aux colons.
Ses fonctions sont principalement économiques : acclimater le maximum d'espèces, souvent venues d'ailleurs, pour approvisionner la métropole en produits tropicaux (cacao, café, coton…), nourrir les colons de fruits et légumes européens ; mais aussi esthétiques : fabriquer un espace tropical rêvé, avec fleurs et cocotiers, embellir les cités nouvellement construites dans les colonies par des plantations d'arbres et arbustes ornementaux. Les jardins d'essai servent aussi de relais pour les jardins d'acclimatation établis en métropole, ces derniers portant parfois aussi le nom de « jardin d'essai colonial », comme à Paris.

## Quelques jardins d'essai
- à Alger, le jardin d'essai du Hamma ;

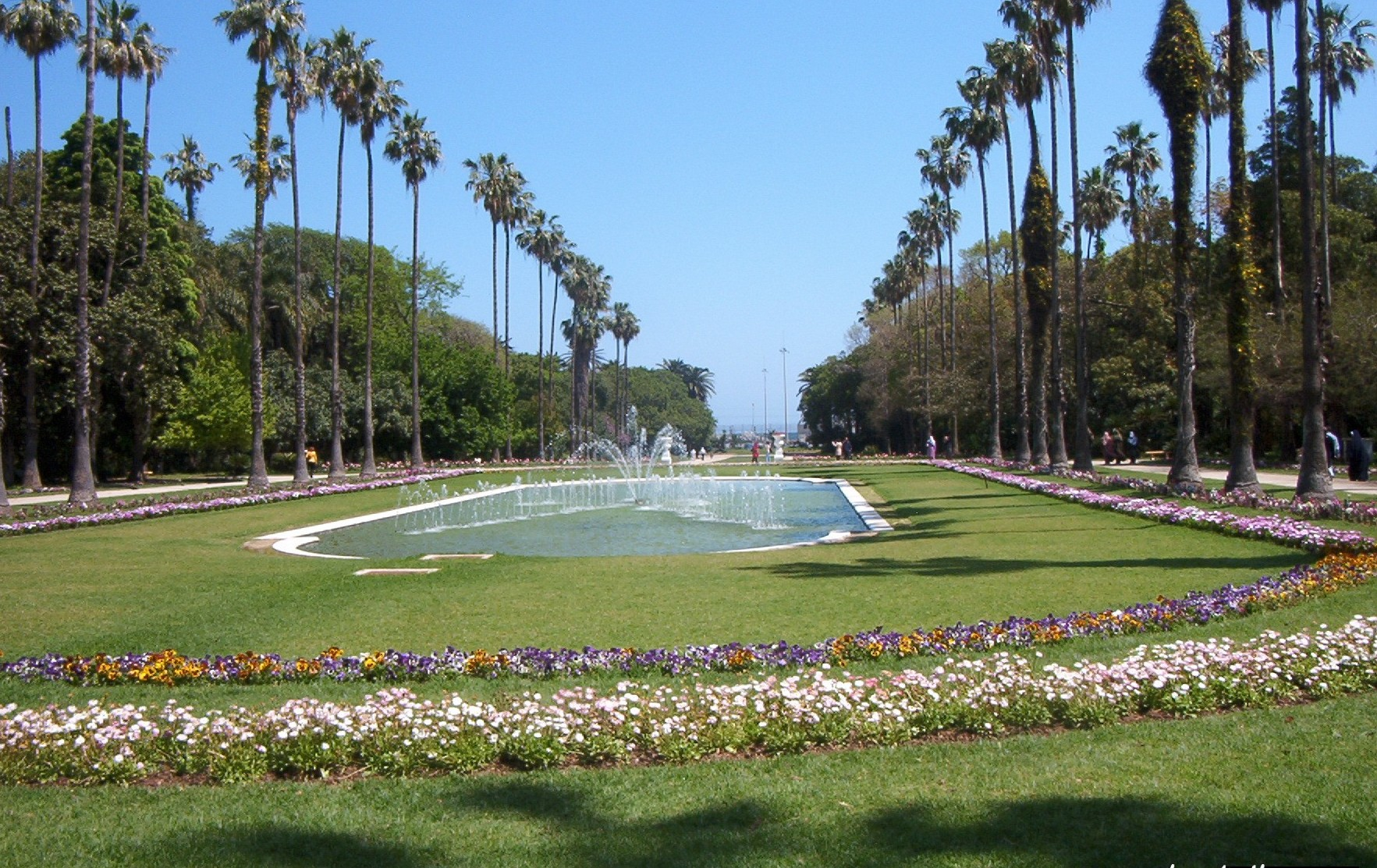
Jardin d'essai du Hamma à Alger.

- au Cameroun, le jardin botanique de Limbé[1] ;
- au Maroc, le jardin d'essais de Rabat ;
- en République démocratique du Congo, le jardin botanique d'Eala et le jardin botanique de Kisantu ;
- à l'île Maurice, le jardin des Pamplemousses.

## Sources
- Christophe Bonneuil, « Le jardin d'essais de Conakry : Le lieu où s'inventent les tropiques », La Recherche, no 300, 1997 [lire en ligne].
- Isabelle Le vêque, Dominique Pinon & Michel Griffon, Le jardin d'agronomie tropicale, de l'agriculture coloniale au développement durable, Actes sud/CIRAD, 2005, p. 38 (« Le petit lexique colonial »(Archive.org • Wikiwix • Archive.is • Google • Que faire ?)).